# Tetsuto Yamada
Tetsuto Yamada (山田 哲人, Yamada Tetsuto, Toyooka, 16 de julho de 1992) é um jogador de beisebol japonês, que joga na posição de segunda-base (second baseman).

## Carreira
Yamada compôs o elenco da Seleção Japonesa de Beisebol nos Jogos Olímpicos de Verão de 2020 em Tóquio, onde conquistou a medalha de ouro após derrotar a equipe dos Estados Unidos na final da competição por 2–0.